# Madáin Szálih

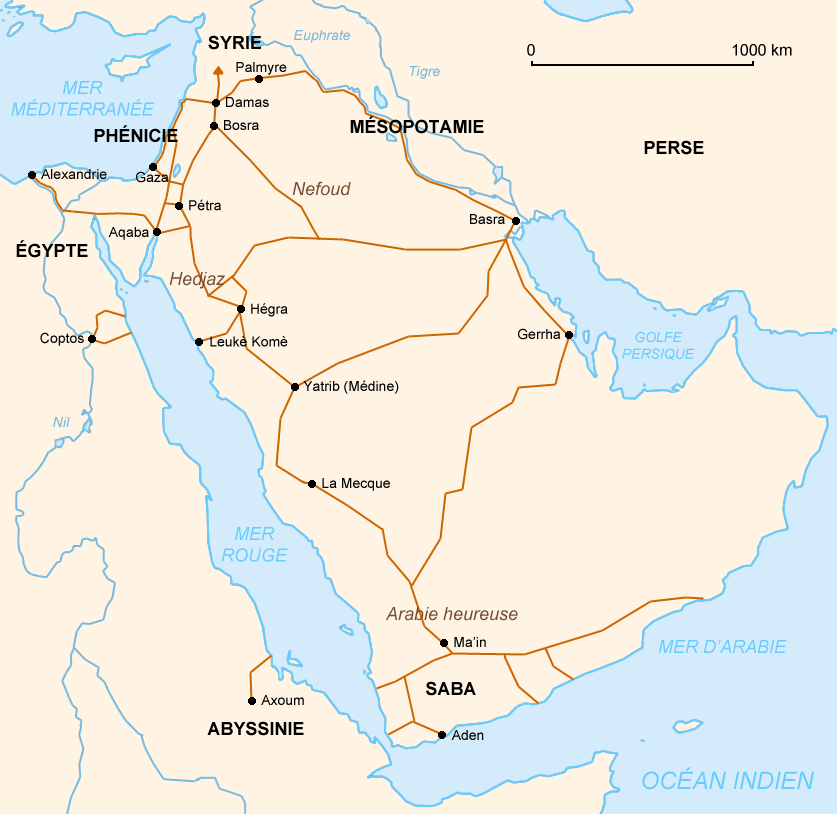
Ősi karavánutak (Hégra = Mada'i Salih)

Madáin Szálih (arabul: مدائن صالح – Madāʾin Ṣāliḥ) Szaúd-Arábia északnyugati részén levő régészeti ásatási terület az al-Ulai oázis közelében, 400 kilométernyire Medinától. Arab elnevezése: al-Hidzsr (الحجر – al-Ḥiǧr). Az ókorban Hegra néven ismerték, és a nabateusok és szamúdok (héberül tamuzok, vagy föníciaiul tammuzok) által lakott kalmár-metropolisz volt az i. e. 1. és az i. sz. 1. századokban. A helység a száznál több sziklába vájt monumentális sírépítményéről ismert. A helyet 2008-ban az UNESCO felvette a kulturális világörökség jegyzékébe (szövege a vitalapon).

## Általános helyzetkép
....Ha a Mekkába menő karavánokkal megyünk, kétségtelenül a szemünkbe ötlenek a tájban – szinte az út végén – magányosan előtűnő, archaikus módon kőbe vájt architektúrák..... (Charles Doughty, angol arabista utazó feljegyzése)
A Madáin Szálih (jelentése: Szálih városa) területén található nabateus sziklasírok Szaúd-Arábia legjelentősebb, iszlám-kor előtti kulturális emlékeinek számítanak. Az arab származású nabateusok (a Korán 11. szúrája szerint tamúdok), akik Petrától (ma Jordániában), fővárosuktól délkeletre, az i. e. 5. századtól az Arab-félsziget északi területein éltek és uralkodtak, s innen ellenőrzésük alatt tartották az India és a Földközi-tenger térségeit összekötő – i. e. 100-ban már a félsziget teljes nyugati partja mentén, a déltől északig végighúzódó – kereskedelmi karavánútvonalat, az úgynevezett tömjénutat. Hegrát a déli tartomány köz- és végpontjaként – és egyúttal a stratégiailag fontos al-Ula vádi védelmére alapították.
Az ókorban Hegra néven, a középkori muszlim történetírók és geográfusok pedig az ennek megfelelő al-Hidzsr néven ismerték. A Madáin Szálih név első említése az abbászida korszak végére tehető. Az ulai vádiban elhelyezkedő Hidzsr település első írásos említése pedig 1672-ből származik. Mindemellett településneve a köz- és hivatalos használatban továbbra is Hidzsr-ként maradt meg, a Madáin Szálih név alatt pedig a település környékén található régészeti együttest értjük.
E név keletkezési körülményei mindmáig tisztázatlanok. Általánosan elterjedt vélekedés szerint ez attól a Koránban említett Szálih prófétától származik, aki itt élt és a taymára (thamudnak is mondják) tanította az embereket (M. Babelli). Habár ez a magyarázat általánosan elfogadott, konkrét régészeti bizonyítékok nem támasztják alá azt, hogy a település népessége tayma-hívő lett volna (bár történelmi dokumentumok jelzik, hogy Arábia északnyugati részén a tayma hit(vallás) az i. e. 8. századtól az i. sz. harmadik századig létezett).
Egy másik feltevés szerint az iszlám arábiai terjeszkedése idején – majd utána is – a településről, feltehetően eredeti etnikai és vallási hovatartozása miatt Mohamed próféta egy parancsa (fetva) rendelkezett (ami a Korán 11. szúrájaként maradt fenn). Ez Madáin Szálihot elutasítóan Tamud városának nyilvánította, mivel az oda küldött Szálih próféta sikertelen volt a lakosság iszlám hitre térítésében. Vélhetően a lakosok úgy gondolták, hogy a település népe által tisztelt Tamud és az ezen vallási szokások szerint épített temetkezési létesítmények tabuként megvédik a várost a sivatag nomádjaitól és más idegen támadók zaklatásaitól.

## Településtörténet
A nabateus település létesítését megelőzően a Tajmá népe lakta Hidzsr környékét is. Ismert, hogy ők „házakat” (bujút) mélyítettek a sziklákba (az arab nyelvben a szónak kettős jelentése van: jelenti az élet lakóterét, de jelenti a halottak otthonát, a sírépítményt is). Görög és római írók voltak az elsők, akik a települést Hegra néven említették. Klasszikus arab történetírók Hidzsr néven azonosították annak a midiai térségnek a fővárosát, amely a teljes mai Északnyugat-Arábiát felölelte, az arab geográfusok szerint Tajmá népének otthona volt. Hegra (Madáin Szálih) korai története csak töredékes ismeretekből következtethető és csak annyi bizonyos, hogy egy midiai városként alapították, amelyet a tajmáiak és lihjániták birtokolták. A település feletti lihjánita (másképp dedanita) uralom idejéről meglehetősen keveset tudunk. Madáin Szálih fennállására vonatkozóan nem létezik pontos kronológiai adat, mindenesetre az bizonyos, hogy a legkorábbi település már valamikor az i. e. 5. század előtt létezett. Építményei, azok architektonikus megjelenése napjainkban is a legfontosabb bizonyítéka annak, hogy a város a korábbi lihjánita helység későbbi, nabateus korszakbeli idejéről származhatnak.
Az i. e. 1. században Madáin Szálih már nabateus fennhatóság alá tartozott, de az nem ismert, hogy pontosan mikor került nabateus kézbe. Több felirat azt sejteti, hogy egy északról jövő nabateus uralkodó foglalta el ezt a fontos kereskedelmi pontot. Ezek szerint a nabateus Madáin Szálih mint település és mint az Északnyugat-Arábián áthaladó karavánút megállójának története az i. e. 1. században kezdődött.
Úgy tűnik, hogy a város első írásos említése az antik görög történetíró, az i. e. 1 – i. sz. 1. században élt Sztrabón Geographikájában található. Az i. sz. 1. századtól számítva aztán már mint a nabateus birodalom Petra utáni legfontosabb városaként ismert. Ettől az időtől kezdődően IV. Aretas nabateus király (i. e. 9 – i. sz. 40) ellenőrizte már a Mediterráneumba irányuló kereskedelem mintegy 25%-át, amely a selyem- és fűszerkaravánok útján a nabateusok ellenőrzése alatti területen át haladtak. Ekkoriban szükségessé vált egy Petra elleni római támadás esetén is biztonságos visszavonulást nyújtó második, hadászatilag fontos település létesítése. Hegra alkalmas volt erre a célra.
Ebből az időszakból származnak az első, Hegrában vert érmék, amelyek a települési autonómia bizonyítékai. Az itteni sírokon folyó munkálatok pillanatnyi visszaesése jelzésértékűen mutatja az i. sz. 106-tól bekövetkezett igen mélyreható változásokat, amelyet erőteljes visszaesés követett. Aulus Cornelius Palma, Syria helytartója i. sz. 106. március 22-én elfoglalta Petrát, a nabateus állam területét pedig Arabia Petraea néven provinciává szervezte. A nabateusok uralmának pusztulását követően ebben a térségben kultúrájuk jelenléte még a 4. századig nyomon követhető. A sírok későbbi feliratain fellelhető katonai rendfokozatok és beosztások határozottan bizonyítják, hogy a város ekkor még helyőrségként létezett. A rómaiak i. sz. 106-ban a nabateusok önálló államát annektálták, de népességük és virágzó gazdaságuk birodalmi keretek közt tovább élt, majd Bizánc hanyatlása és az arab-iszlám előretörése következtében a Közel-Kelet népeinek sorsával osztozott. Az iszlám megjelenése és korai terjedése idején az új vallás és kultúra a város lakosságának nabateus hagyományait csak fokozatosan váltotta fel.

## Régészeti felfedezés és a feltárások
A területet 1876-77 közt beutazó Charles Doughty adott hírt először a Madáin Szálihban hajdan élt nabateusokról. Az ő 1880-as feltárásai nyomán figyeltek fel a terület történeti jelentőségére a nyugati történészek és archeológusok. 1902-ben – a hidzsázi vasút építése kapcsán – két francia dominikánus szerzetes, A. Jausse és R. Savignac voltak az elsők, akik a nabateusok itteni emlékeit tudományos alapossággal és részletességgel tárták fel. Átvizsgálták a helyszínt és megkísérelték egy számozott rendszerbe (listába) foglalni az itt levő történelmi jelentőségű építészeti emlékeket, továbbá vázlatokat is készítettek. Eredményeiket különböző nyelveken publikálták 1904-ben; művük a nabateusokkal foglalkozó régészeti kutatások mérföldkövévé vált. Az európaiak számára 1995-ig nem volt lehetséges archeológusként az országba jönni; az antik sivatagváros szakszerű régészeti kutatására csak 1997-től adott engedélyt Szaúd-Arábia. Napjainkban azonban már – az országból elsőként – az UNESCO által a világörökségi jegyzékbe (2008) vett emlékének számít.

## Al-Hijr, Hegra, vagyis Mada'in Salih
é. sz. 26° 47′, k. h. 37° 52′26.783333°N 37.866667°E
A terület hegyekkel körülvett homokos fennsík, a nyugati hegyek felőli Al Hamda (?) és az északi irányú Al Mazaz völgyek metszéspontjában található. A terület talajfelszíne negyedkori keletkezésű kavics, homokkal keverten wádi szedimentum (üledék). Az Al Hijr körüli hegyek sárga, vagy sárgásbarna, vékonyan rétegződő Quweira homokkőből állnak.
Al-Hijr, mint település, ősidők óta két dolog miatt volt közismert:
- egyrészt a folyamatosan, mindig rendelkezésre álló vízkészletei miatt,
- másrészt földjének termékenysége (wadi Al-Ula) miatt.

A település térsége régészeti vonatkozásban a következőképp tekinthető át:

### Madá’in Szálih, a nabateus város régészeti területe, ezen belül

#### Az ősi városrész területe
Mada’in Szálih tulajdonképpeni (lakó)településrésze a legkevésbé ismert, s területének középső része még jelenleg is legnagyobb részt homoktakaró alatt van. Maga a település – praktikus módon – középen van, sok nagyméretű sziklával körülvéve. A már feltárt ásatási területen kőből épített házakat találtak, s a nabateusok korából származó használati tárgyakat, többek közt kerámiákat és (pénz)érméket találtak. A felső réteg különböző részein kőoszlopok és téglák maradványai, valamint más, épületre utaló maradványok láthatók. Jaussen és Savignac olyan kőalapozásokat találtak, amelyek feltételezésük szerint az antik város citadella (fellegvár)-létesítményének helyét jelölik. Ezen a helyen városfal részleteket is feltártak. Egy sírfelirat és egy másik Jabal Ithlibből való felirat ad felvilágosítást arról, hogy a településben privát házak, köz- és műhelyépületek által körülvett templom is volt.

#### A második területrész: Jabal Ithlib
A fő kultuszhely volt, s az ősi településközponttól keleti irányba esik. Meredek sziklás csúcsokkal körülvett teknő, amin a Siq (egy szűk szurdok) található. A Siq bejáratánál levő sírépítményektől látható a Divan, ami Mada’in Saleh legismertebb építészeti alkotása.
A Divan egy 12×10 méter nagyságú triclinium (éléskamra három oldalán padokkal). Az épület bejárata mint egy iván, teljesen nyitott. Nagy valószínűséggel egy nagy létszámú vallási közösség vallási (rituális) ünnepi étkezésének színhelyeként szolgált. Ennek a létesítménynek a vallási jelentőségére utal egy kultusz-figura is, amely magasan, a divántól jobbra levő sziklán látható. Továbbá a fülkék és a Jabal Ithlib különböző helyszíneiről származó vallási eszközök is. A diván közelében több felirat található, amelyek szintén azt jelzik, hogy ez a területrész vallási kerületnek számíthatott.
A Jabal Ithlib teknőszerű területét körülfogó sziklafalakba mindenütt bemélyített sziklafülkék láthatók, s ugyanígy köröskörül az egész térséget körülfogó sziklafalakon is. Ezeken gyakran kis kőoszlopok és reliefek vannak, amelyek Dusharát egyedül, vagy más helyi istenségek társaságában ábrázolják.
Ha a dívánt és a bemélyített fülkéket eredeti környezetükben együttesen vizsgáljuk, logikus zárókövetkeztetésként megállapítható, hogy Jabal Ithlib belső tere vallási célt szolgált. Egy, a központ közelében levő felirat rituális ünnepi étkezést említ, amelyet a dívánban és/vagy együttesen azokban a környező kisebb fülkékben rendeztek, amelyeket a dívánnal azonos módon a sziklákba vájtak. A központi teknőszerű térrel szembeni oldalon egy lépcső van, amely keskeny résen át egy további – rituális medencét tartalmazó – fülkén túl platóhoz vezet. Ott látható egy kidőlt sztélé, amelyen a környező sziklafelületekbe bevésett feliratoktól körülvéve egy síkrelief-szerű kialakítású szempár és egy orr látható.
A Petrában talált sztéléhez hasonlóan gyanítható, hogy ez itt is Al-Uzza istenséget megjelenítő ábrázolásnak számít. A plató mögött egy hosszú felirat látható, amelyen „A templom Ura (? Istene)” olvasható, és ez is hasonlóképpen Dusharát jelentheti. Közvetlenül a hegylánc közepén húzódó nagy (árok) sziklahasadék a víztározóhoz vezet. Erről a helyről a hegyen át a centrumhoz halad egy vízvezető csatorna, amely a rituális tisztálkodási ceremóniájához szükséges vizet biztosítja. Maga a vízmennyiség a hegycsúcs alatti ciszternából kerül ide.
Jabal Ithlibtől nyugatra egy kisebb sziklatömb látható, amelyről feltételezhető, hogy valamiféle, jelenleg nem ismert vallási jelentőséggel bírt, s a frissebb régészeti szakirodalom is mint „Heiligtum” (? szentély, szent hely)-ot említi. Ez egy kisebb sziklát jelent, amelybe egy nyitott előrészű helységet, mélyítettek, Jabal Ithlibbel szemközt. A helyiség belsejében egy kisebb fülke és kisméretű feliratok találhatók, amelyek közül az egyik arról a szoborról szól, amelyet a fülke tartalmazott.

#### Harmadik területrész: az antik sírlétesítmények térsége
A sírok. Kétségtelen, hogy Mada’in Salehben az antik sírok jelentik a leghatásosabb és legismertebb objektumokat. Összesen mintegy nyolcvan, közvetlenül a sziklákba mélyített és sziklatömbönkénti csoportokba rendezett sírlétesítmény található. 34 létesítményben sírfelirat is van, s 31 elég pontosan datálható. Egy különbségtől eltekintve, minden sírépítmény keletkezése az i. e. 1. század és az i. sz. 75. év közé sorolódik. Részleteikben és megjelenésükben különböznek, ennek feltehető oka az, hogy ebben az aktuális uralmi korszak változó társadalmi adottságai és szokásai, valamint a tulajdonosok egyéni esztétikai igényei egyaránt szerepet játszottak. Valamennyi lépcsőzetes kialakítású párkányt visel, a bejáratnál befaragott vázákat, továbbá kígyókat, sárkányokat és sasmadarakat, napsugármotívumokat és ismeretlen jelentést hordozó rozettákat találunk.
A sírépítmények némelyikében a külső kialakítás nabateus díszítőmotívumaihoz hasonlók a belső térben is megjelennek. Ezek a sírépítmények hasonlítanak abban, hogy kisebbek, s nincsenek bennük sziklába mélyített sír(urna?)fülkék. Megemlítendő még, a környék más elkülönített részén más, nem nabateus lakosok is létesítettek sírépítményeket, amelyek azonban kialakításukban eltérnek. Maguk a nabateus-létesítmények a petraiakhoz hasonlítanak, mivel a nekropoliszt felügyelő papság az ottani templomok közösségéhez tartozott.

## Mada’in Saleh síremlékei
A harmadik területrész különböző síregyüttesekből áll. A 10 km² nagyságú területen mintegy 80, többnyire jó állapotban tartott temetkezési létesítmény megjelenése – azok homlokzatainak kialakítása révén – különleges hatást nyújt, ezzel is a mindenkori építtetők gazdagságára utalva.
Az egyik-másik befejezetlen sziklalétesítményen jól látható az a technológia, amelyet a homlokzatok sziklába mélyítéskor az építők alkalmaztak. Ezt felülről kezdve lefelé végezték, majd ugyanígy balról és jobbról is (középen a később kialakítandó oszlop részére pillér hagyásával). Az építkezés során nem alkalmaztak faszerkezeteket, mert a területen nincs fa.
A portálok (homlokzatok) eléggé egyformák. A bejárattól jobbra és balra egy-egy oszlop van, hellenisztikus hatásra utaló oszlopfőkkel. Középen az ajtó, hatlevelű rozettákkal, vagy mitológiai témákat ábrázoló maszkokkal. Az oszlopfőkön szembeforduló sas-madarak trónolnak, amelyek feje már többnyire letöredezett. Széleken általában két amforaszerűen kialakított váza alkotja a portálok díszét.
A kivájt, díszítetlen belső terekben a körítő-, vagy néhány esetben a közfalakba – a földszintre, vagy vízszintes sorokban – a családtagok számára temetkezési fülkéket véstek. A családok identitását a bejáratok felett arámi nyelven írt feliratok jelenítik meg.
A feliratok jó állapotúak maradtak, ezért manapság is megkülönböztethetők például a nők számára készült sírépítmények, néhány esetben még a kőfaragó neve is fennmaradt.
A pompás homlokzatú monumentális sírépítmények Hegra nobilitásainak családja számára készültek. Ezekbe a sírkamrákba akár harminc fülkét is vájtak. A monumentális síremlékek mellett – és körül – a sziklafalakba mélyített egyszerű fülkékbe helyezték örök nyugalomra Hegra mindazon népességét, akiknek nagy síremlékek létesítésére nem volt lehetőségük. Még az antik időkben valamennyi síremléket kifosztották. Csak a feliratok és dekorációk maradtak meg.

### Qasr Al-Sani’
Al-Sani' Mada'in Saleh déli részére esik és két sziklaalakzatból áll. A nyugatin egy síremlék, az úgynevezett Qasr Al-Sani' található, felirattal, amely a létesítmény kialakításának dátumát is megadja: Vagyis: IV. Aretas nabateus király uralkodásának tizenhetedik évének áprilisában (i. sz. 8. március/április). A sziklaegyüttes keleti tömbje hat, egyszerűen bemélyesztett síremléket tartalmaz.

### C-régió
Jaussen és Savignac ezt az építménycsoportot Qasr Al-Bint délnyugati C-régiójának nevezte. Két sziklaalakzatból áll. Az elsőn a négy sziklafelületbe összesen 18 sírt mélyítettek. A második sziklaalakulat valamivel délebbre van és egyetlen síremléket tartalmaz.

### Qasr Al-Fareed
Ez a sír Mada'in Salehtől délre eső részen található. Al-Fareed (az egyedülálló) neve arra utal, hogy egyetlen, igen nagy sziklába mélyített sírépítmény. Többek között egy olyan építészeti elemet is tartalmaz, amely egyetlen más síremléken sem található meg. A homlokzat közepén levő bejáratot két nabateus-oszlop fogja közre, másik kettő pedig a széleken szegélyezik. A sírhomlokzat a sziklatömb teljes északnyugati oldalfelületét betölti. A sír láthatóan befejezetlen, elsősorban a homlokzat alsó harmadán, ahol a bejárat is fellelhető. Ez felirattal nem datált, a bejárat feletti felirata csak a következőt tartalmazza: “Hayyannak, Kuza fiának és utódjainak....”

### Qasr Al-Bint
Ez a helyszín a Jabal Ithlibtől nyugatra, egy alacsonyabb és egy nagyobb magaslaton helyezkedik el. A nagyobb magaslat egy 29 sírból álló együttest tartalmaz, amelyek három csoportra oszlanak. A másik magaslat ettől északnyugatra van, s keleti oldalán két sírépítmény található.
Qasr Al-Bint első objektumain felirat olvasható i. sz. 267-ből, nabateus írással. A szöveg nyelvezete teljesen szabályos arab, s elmondja, hogy “..Ezt a síremléket Ka’ab ibn Hrithah építtette anyjának, Raqush bint Abd Manatnak, aki 162. július havában hunyt el Al Hijr-ben. A Világ Urának akaratából és annak tiszteletének áldozta, illetve nyitotta a fia, és ezt írásban fejezi ki.” Ez a szöveg azért jelentős, mert szóhasználatában és stílusában nagyon hasonlít a klasszikus arab nyelvezetre.

### "A-régió"
Ez a térség északra esik Qasr Al-Bint területétől, közel a nabateus-kori kúthoz. Három magaslaton van, s összesen 14 sírépítményt tartalmaz. Az első magaslat Quasr Al-Binht-től balra esik és északnak húzódik. Ennek bal oldalán 6 különböző formájú és nagyságú objektum van a sziklába vájva. A második magaslat 5 sír-objektumával keletre fekszik. Az öt között egy út húzódik, amely a területet a Diván területét az ősi Hedsas-vasútállomásának környékével kapcsolja össze. A harmadik magaslat valamivel távolabbra esik, és szintén sírépítmények foglalják el. Ezt Jabal Al-Mahjar néven hívják.

### Al-Khuraymat
Al-Khuraymat a térség délnyugati részén található. Ebben a környezetben a sírépítmények igen nagy száma helyezkedik el, mintegy 53. A területet több sziklavonulat darabolja fel. A déli oldal negyedik objektumának homlokzata Mada’in Saleh legismertebb építménye. A 100-as számú homlokzat (számozás a Francia Geográfiai Intézet számozási rendszere szerint) számos új architektonikus elemet tartalmaz. Ezek közül legfontosabbnak számít négy oszlop, amelyek jellegzetessége, hogy nabateus koronát (oszlopfőt) viselnek.

## A sírfeliratok
A sírfeliratok a sírok tulajdonosainak életéből és elhalálozásuk körülményeiről számos, különféle felvilágosításokat tartalmaznak.
Főként az itt elhelyezett elhunytak nevét és személyiségi adataikat tartalmazzák, valamint a sírlétesítmények használatára, a környezetük rongálására vonatkozó jogi előírásokat, illetve a feliratok szövegének megváltoztatásáért járó büntetéseket. A feliratokon az érintett személyek státuszának megemlítése is gyakori, ily módon a feliratok szövegében találkozunk katonai helytartói, tábornoki titulusokat is. A sírépítmények feliratai általában megjelölik azt is, ha a teljes tulajdonos-családokat szolgálták ki. A sírépítményekben levő fülkék gyakran viszonylag nagyméretűek, mások kisebbek, csupán egy elhunyt személy elhelyezésére alkalmasak. Ezt az is bizonyítja, hogy a sírfülkéket lezáró kőlapokon látható feliratok egyetlen, vagy több nevet is tartalmaznak. A sírfeliratok többsége a bejárat felett, centrális pozícióban található.
A sírfelirat három funkciót elégít ki:
- először identifikálja a sírépítmény tulajdonosát, aki annak használatára jogosult,
- másrészt a sírfelirat tilalmat tartalmaz a sír állapotát sértő használat, valamint tilalmat a sírépítmény esetleges kiárusítása ellen,
- harmadrészt rögzíti azokat a büntetéseket, amelyek a feliratok tartalmát megsértő felirat módosítókat sújt.

A büntetéseket vagy a Dushara-templom papjának, vagy annak képviselőjének kellett megfizetni. Mindenesetre megjegyzendő, hogy az egyes sírfeliratokban mindhárom felirat tartalmi részlet nem minden esetben jelenik meg.

## A nabateus civilizáció
Az ókori Arábiában élt nabateusok egy olyan törzsnek a leszármazottai voltak, amely az i. e. 6. században Arábia déli részéről (Sába) a Földközi-tenger partján fekvő északi, sivatagos területek felé vándorolt, majd jellegzetes, vándorló nomád életformájával felhagyva, magasan fejlett, vegyes etnikai összetételű civilizációt hozott létre. Szállásterülete Szíria és Arábia határán, a Negev-sivatagban, illetve az Eufrátesztől a Vörös-tengerig terjedt. Kevés ismeret áll rendelkezésre róluk egészen i. e. 312-ig, amikor is I. Démétriosz Poliorkétész, Makedónia királya sikertelen támadást indított a Holt-tengertől délre fekvő hegyi erődjük és fővárosuk, Petra ellen. Gazdagságuk legfontosabb forrása az Arábia belsejéből a Földközi-tengeri partvidékre irányuló gazdag karavánkereskedelem volt. A Negev-sivatagban történt letelepedésüket követően itt jellegzetes, a sivatagi viszonyokhoz jól igazodó mezőgazdálkodást alakítottak ki. A civilizáció mintegy ezeréves létezését a mindenkori gazdasági és politikai, illetve vallási változásokhoz is jó igazodó képességük és sikeres gazdálkodásuk tette lehetővé.
Magától értetődő az a kérdés, hogy ez a beduin származású(?) nabateus (tamúd) népesség – mint ahogyan őket Sztrabón római kori történetíró is jellemzi – megragadva a sivatag által nyújtott feltételeket, luxuskörülményeket alakított ki ezen a helyen. Erről számos vélemény és interpretáció ismert, amelyek közt mint valóság is elképzelhető. Az ókorban Hegra oázisa azoknak a tevekaravánoknak a félúton levő támaszpontja volt, amelyek a mai Jemenből a földközi-tengeri kikötőkig mintegy ezer kilométeres karavánutazásokat tettek. Ezek a karavánok luxuscikkeket, fűszereket és selymet hoztak Indiából, elefántcsontot Afrikából és tömjént Dél-Arábiából. A kalmárok karavánútjai összekötötték Egyiptomot, Szíriát és Dél-Arábiát a Földközi-tenger mellékével. A nabateusok itt figyelték, ellenőrizték a közvetítő kereskedelmet és magas vámokat vetettek a kalmárokra be-, és eltávozáskor, mint ahogy ezt egy jelentős kalmárhatalom megtehette. Másik jövedelem-erősítő bevételforrást jelentett az Egyiptomba szállított – ott a holtak bebalzsamozásához használt – szurok (kátrány) is.
A nabateusok kultúrája nemcsak abban a tekintetben volt egyedülálló, hogy egy évezreden keresztül sikerült fennmaradnia a mostoha sivatagi körülmények között, hanem abban is, hogy képes volt különböző idegen kultúrák hatását befogadni és egyidejűleg integrálni is, anélkül, hogy identitásukat és kulturális különállásukat feladni kényszerültek volna.
A nabateus civilizáció egyik legsajátosabb vonása az, hogy képes volt kihasználni és saját előnyére fordítani a sivatagi körülmények nyújtotta rendkívül kedvezőtlen életfeltételeket. Fejlett vízgazdálkodásuk és a természet erőinek kiaknázása egészen kivételes mérnöki képességekre vallott. A nabateusok – délről északra irányuló lassú vándorlásuk során – hozták létre a sivatagi kereskedelmi útvonalakat a tengeri kereskedelem kiküszöbölésére, s ezt egészen az iszlám terjeszkedésének előretöréséig meg is tartották. Igyekeztek elkerülni a katonai konfliktusokat, és bár rendelkeztek saját hadsereggel, a katonákat gyakorlatilag soha nem használták hódító törekvések megvalósítására.
Kultúrájuk olyan törzsi vallásból fejlődött ki, amely megőrizte saját isteneit, még a letelepedett kora keresztény közösségek keretein belül is, amelyben az etnikai és faji hovatartozás nem játszott meghatározó szerepet. Ez a sajátos törzsi vallás már az i. e. 2. évezredtől kezdve ismerte a feltámadás eszméjét, és a Petrában gyakorolt kultuszok közvetítésével a keresztény vallásban találta meg végső kiteljesedését.
Az eredetileg törzsi társadalom demokratikus jellegű monarchiává alakult át, amely Róma nyomására végül politikai önállóságának feladására kényszerült, de ezzel párhuzamosan földművelésre épülő, virágzó gazdaságot hozott létre a Negev-sivatagban és a tömjénút elnevezésű karavánút mentén (az arab Hedzsasz területén).